# Йорданс, Якоб
Я́коб Йо́рданс, Ио́рданс, Жак Йо́рданс (нидерл. Jacob Jordaens, Jacques Jordaens; 19 мая 1593, Антверпен — 18 октября 1678, Антверпен) — фламандский живописец, рисовальщик и гравёр, один из главных представителей фламандского барокко. Йорданс известен большими картинами на исторические сюжеты, а также пейзажами, портретами и композициями бытового жанра. Он также был рисовальщиком картонов для шпалер. После смерти Рубенса и Ван Дейка он стал самым выдающимся представителем оригинального стиля фламандского барокко. В отличие от своих прославленных современников, он никогда не выезжал за границу для изучения итальянской живописи и, за исключением нескольких коротких поездок в другие города Нидерландов, всю свою жизнь продолжал жить и работать в Антверпене.

## Биография
Якоб Йорданс родился в 1593 году первым из одиннадцати детей в семье богатого торговца тканями Якоба Йорданса Старшего и его жены Барбары ван Вольсхатен. В книге крещений имя художника отмечено как Жак (Jacques) — это написание художник использовал для подписи своих картин и писем. В XIX веке в связи с фламандизацией имён собственных появилось новое написание: Jacob.
С 1607 года Якоб Йорданс учился у Адама ван Ноорта, как и Рубенс, с которым он позднее сотрудничал. Якоб восемь лет жил с семьей Адама ван Ноорта на Эвердейстраат. В 1616 году он вступил в Гильдию Святого Луки как «водописец» (waterschilder) — мастер акварели, которую тогда использовали при создании картонов для шпалер.
В том же 1616 году Якоб женился на старшей дочери учителя Анне Катарине ван Ноорт. В 1618 году он приобрёл дом на Рейндерсстраат № 4, в районе Антверпена, где прошло его детство. В этом доме, расширенном в 1639 году, он устроил мастерскую и провёл практически всю жизнь. В браке родилось трое детей: Елизавета, Якоб и Анна Катарина. Его сын Якоб Йорданс Второй (1625—?) стал живописцем и позже уехал в Данию. Помимо названных в Антверпене трудилось ещё несколько художников по фамилии Йорданс, родственные отношения которых в источниках не вполне проясняются: Ханс Йорданс Первый (1595—ок. 1643), который писал интерьеры картинных галерей, Ханс Йорданс Второй (1581—1653), его сын Ханс Йорданс Третий (?—1643), Ханс Йорданс Четвёртый (1616—1680).
Предполагается, что Якоб Йорданс получил тщательное образование в соответствии с традициями его социального класса. Он имел чёткий почерк, владел французским языком, знал историю и мифологию. Кроме того, он обладал прекрасным знанием Библии, что отражено в сюжетах его картин. Якоб был воспитан католиком, но позже обратился в кальвинизм.
В отличие от Ван Дейка и Рубенса Йорданс никогда не был придворным художником. Таким образом, его заказчиками были в основном местные богатые граждане и духовенство. После смерти Питера Пауля Рубенса в 1640 году и Антониса Ван Дейка в 1641 году Йорданс оказался первым художником Антверпена. О популярности художника свидетельствует тот факт, что даже после его обращения в 1645 году к кальвинизму католическая церковь продолжала заказывать ему алтарные картины. Он получал всё больше и больше заказов из-за границы. В период с 1639 по 1640 год Йорданс по заказу английского Карла I создал восемь картин (из 22 заказанных) на тему мифа об Амуре и Психее для кабинета Королевского дома в Гринвиче.
21 апреля 1648 года Йорданс получил заказ от шведской королевы Кристины на создание 35 потолочных росписей в Уппсальском замке (неизвестно, было ли это поручение действительно выполнено). В 1645 году Амалия ван Солмс заказала картины для «Оранжевого зала» (Oranjezaal) в Хёйс-тен-Бос (поблизости от Гааги).
Однако у популярности есть и обратная сторона. Высокая производительность приводит к потере качества и увеличению доли работы учеников мастера. 25 августа 1648 года заказчик Мартинус ван Лангенховен обвинил Йорданса в том, что он не выполняет заказанные ему картины собственноручно. Также отмечалось, что Рубенс пишет «фигуры изящней, пейзажи изысканней, а всё остальное приличней», чем Йорданс.
Между 1651 и 1659 годами за «еретические» произведения Йорданс был приговорён штрафу. Однако, учитывая его статус популярного художника, к его кальвинистским убеждениям относились терпимо, пока он не высказывался по вопросам веры открыто. Он был членом протестантской общины Де Брабанце Олифберг и к концу своей жизни предоставил свой дом для закрытых служб.
У Йорданса было много учеников. С 1621 по 1667 годы в Гильдии Святого Луки было официально зарегистрировано 15 его учеников. Йорданс был преуспевающим человеком и продуктивным мастером до самой старости, когда он наряду с другими живописцами получил ответственный заказ на выполнение ряда картин для украшения Новой ратуши в Амстердаме.
Йорданс умер 18 октября 1678 года в возрасте 85 лет от загадочной болезни «английский пот» (нидерл. zweetziekte), или польдерной лихорадки (собирательное название таких болезней, как холера, туберкулез и малярия). Его дочь Елизавета, которая ухаживала за ним, умерла через несколько часов. Оба были похоронены под одним надгробием на кальвинистском кладбище в деревне Путте (провинция Антверпен), где уже была похоронена жена художника Катарина.
В 1877 году в Путте установили памятник Йордансу и двум другим его собратьям по цеху — Симону де Папе (Simon de Pape) и Адриану ван Сталбемту (Adriaan van Stalbemt). Памятник находится на месте бывшей церкви и кладбища, которые были уничтожены незадолго до этого. Бюст Йорданса на монументе выполнил бельгийский скульптор Жозеф Ламбо.
Через год после смерти художника его сын Якоб Йорданс Второй пожертвовал 25 фламандских фунтов больнице «Camer van den Huysarmen» в Антверпене. Он также пожертвовал картину «Омовение и помазание тела Христа» приюту для девочек. Предположительно, оба пожертвования были сделаны в соответствии с завещанием художника, текст которого не сохранился.
В Нидерландах работало несколько художников под фамилией Йорданс. Их родственные связи невыяснены. Среди них наиболее известны: Йорданс, Ханс Старший (1555—1630), Йорданс, Ханс Третий (1590—1643), Йорданс, Ханс Четвёртый (1616—1680).

## Творчество
На творчество Якоба Йорданса решающее влияние оказал Рубенс, который привлекал Йорданса к выполнению своих заказов, а также такие художники, как Стен и Снейдерс. Йорданс был разносторонним живописцем. Он практиковал множество жанров и за свою жизнь выполнял самые разнообразные задания. Его индивидуальный стиль менялся на протяжении всей его жизни, но влияние Рубенса всегда заметно. Все фламандские художники находятся в тени Рубенса: они испытывают его воздействие и их успеху мешает его слава. В творчестве Йорданса до 1618 года заметно также влияние маньеризма. Он также познакомился с караваджизмом и творчеством Абрахама Янсенса, чья картина «Шельда и Антверпен» была выставлена в ратуше Антверпена.
В отличие от своих прославленных современников, Якоб Йорданс никогда не выезжал в Италию, но в его искусстве чувствуется опосредованное влияние Караваджо. Он также оставался в значительной степени безразличным к интеллектуальным и куртуазным устремлениям, которые мотивировали Рубенса и Ван Дейка. Такое отношение отразилось в его искусстве в отсутствии идеалистического подхода, контрастирующего с подходом этих современников. Его основными клиентами были светские аристократы и поместные церкви. Лишь в конце своей карьеры он получил королевские награды, в том числе от короля Англии Карла I и от штатгальтеров Республики семи объединенных провинций. На художественный стиль Йорданса, без сомнения, оказал огромное влияние Рубенс. Известно, что он иногда привлекал художника для выполнения эскизов будущих больших картин. Так же как и Рубенс, Йорданс любил использовать тёплую цветовую палитру, натурализм, был мастером жанров кьяроскуро и тенебризма.
Выдающийся знаток живописи А. Н. Бенуа в своём знаменитом «Путеводителе по картинной галерее Императорского Эрмитажа» (1910) заметил, что «лишь одной ступенью» ниже Рубенса стояли всего два мастера: Йорданс и Снейдерс, но при этом:

 «Встретится немало людей, для которых Йорданс стоит выше Рубенса и которые находят, что он цельнее и сильнее его как живописец» и действительно, некоторые картины Йорданса «прекрасны в чисто живописном отношении, так сочно они писаны, так звучны их краски, такое впечатление богатства и силы они производят. Если же и следует ставить Йорданса ниже Рубенса, то только потому, что душа Йорданса была грубее, проще. Недаром на старости лет ушёл он от главной основы культуры своей родины — от тонкого иезуитского католичества и перешёл в протестантство. В нём жила та простодушная искренность, которая не мирится с тайными компромиссами, которая не понимает всех изощрений религии, пожелавшей высшую мистику примирить с житейскими неизбежностями. Искусство Йорданса отражает, как в чистейшем зеркале, его душу. Оно просто, оно ясно, оно полно животной сытости и здоровья, но оно абсолютно лишено потусторонности, мистики… Даже Рубенс… представляется рядом с Йордансом возвышенным и глубоким» 
Существуют и поверхностные оценки творчества художника как «народного реалиста»: «В ранних произведениях Йорданса („Семейный портрет“, около 1615, Эрмитаж; „Поклонение пастухов“, 1618, Национальный музей, Стокгольм) родственны караваджизму плебейская характерность фигур, тесно сгруппированных на переднем плане, подчёркнутая материальность предметов, контрастная светотень. В лучших картинах Йорданса, выполненных в 1620—1630-х годах („Воспитание Юпитера“, 1620, Картинная галерея, Кассель; „Семейный портрет“, около 1622—1624, Прадо, Мадрид; „Аллегория плодородия“, около 1625—28, Музей старинного искусства, Брюссель; „Бобовый король“, 1638, Эрмитаж), определились особенности его реализма — пристрастие к полнокровным крестьянским и бюргерским типам, крепким тяжеловесным фигурам и сочным деталям, предпочтение бытовому жанру и жанровой трактовке религиозных и мифологических тем, энергичная и сильная плотная живопись с преобладанием звучных тёплых тонов».
Йорданс не добился значительного признания как портретист, однако хорошо умел отображать характеры и был наблюдательным художником. Его крестьянские сцены оказали влияние на творчество Яна Стена. Йорданс часто писал картины по мотивам народных пословиц и праздников с участием большого количества персонажей разных возрастов и элементами грубоватого юмора, например, многочисленные «Праздники бобового короля». Картины Йорданса его лучшего периода выражают радостное исконно фламандское мироощущение, а за плебейский дух художника прозвали «фламандским карваджистом». Неудивительно, что утончённый эстет и поборник идеалистического классицизма И. В. фон Гёте при осмотре дрезденской галереи написал на полях каталога о картине Йорданса «Вакх с вакханками» только одно слово: «по́шло».
Для сравнения творчества Рубенса и Йорданса показательны две картины: «Прикованный Прометей». Картина Йорданса, написанная примерно в 1640 году, явно создана под влиянием Рубенса и Снейдерса. Однако, в отличие от произведения Рубенса (1610—1611), живопись Йорданса менее контрастна и напряжённа.
- Сравнение картин Йорданса и Рубенса «Прикованный Прометей»
- Я. Йорданс. Прикованный Прометей. Ок. 1640. Музей Вальрафа-Рихарца, Кёльн
- П. П. Рубенс. Прикованный Прометей. Ок. 1610—1611. Художественный музей Филадельфии

## Картины Йорданса в России
Картины Якоба Йорданса попадали в Россию из разных коллекций. Так, в 1768 году императрица Екатерина II приобрела частное собрание живописи, принадлежащее кабинет-министру двора Августа III графу Генриху фон Брюлю. В нём находилось несколько произведений Йорданса, в частности «Сатир в гостях у крестьянина» и «Павел и Варнава в городе Листре». Часть полотен приобретены из коллекции барона Л. А. Кроза де Тьера в Париже, часть из собрания П. П. Семёнова-Тян-Шанского, а также из частных собраний и других источников. Ныне картины Йорданса хранятся в санкт-петербургском Эрмитаже, ГМИИ им. А. С. Пушкина в Москве, Екатеринбургском музее изобразительных искусств, Нижегородском государственном художественном музее, Пермской государственной художественной галерее и в Свято-Троицкой Александро-Невской лавре в Санкт-Петербурге.
В 2019 году в Государственном Эрмитаже и в ГМИИ им. А. С. Пушкина проходила выставка, на которой были представлены 19 картин и 31 рисунок художника — практически все произведения, хранящиеся в России.
- Картины Якоба Йорданса в российских музеях
- Портрет семидесятитрёхлетнего человека. Ок. 1637. Холст, масло. Государственный Эрмитаж, Санкт-Петербург
- Автопортрет с родителями, братьями и сёстрами. Ок. 1615. Холст, масло. Государственный Эрмитаж, Санкт-Петербург
- Мелеагр и Аталанта. 1617—1618. Холст, масло. Музей изобразительных искусств, Екатеринбург
- Сатир в гостях у крестьянина. 1622. Холст, масло. Государственный музей изобразительных искусств имени А. С. Пушкина, Москва
- Бобовый король. Ок. 1638. Холст, масло. Государственный Эрмитаж, Санкт-Петербург
- Семейный портрет. Между 1650 и 1652. Холст, масло. Государственный Эрмитаж, Санкт-Петербург
- Пир Клеопатры. 1653. Холст, масло. Государственный Эрмитаж, Санкт-Петербург

### Крупнейшие выставки картин Йорданса в России
- 1979 год. Государственный Эрмитаж. «Якоб Йорданс (1593—1678)». Выставка к 300-летию со дня смерти художника.
- 2014 год. Государственный музей изобразительного искусства имени А. С. Пушкина. «Рубенс, Ван Дейк, Йорданс… Шедевры фламандской живописи из собраний Князя Лихтенштейнского»[17].
- 2019 год. Государственный Эрмитаж. «Якоб Йорданс (1593—1678). Картины и рисунки из собраний России»[18][19].
- 2019 год. Государственный музей изобразительного искусства имени А. С. Пушкина. «Русский Йорданс. Картины и рисунки Якоба Йорданса из собраний России»[20].